# Квист, Оскар Ильич
Оскар Ильич Квист (22 октября 1823 — 16 января 1890) — судебный деятель, тайный советник, гофмейстер. Брат генерал-майора А. И. Квиста.
Сын директора канцелярии главнокомандующего первой армии Ильи Ильича Квиста (1788—1858) от его брака с Анной Ивановной  Горбачевской (1797—1879). Выпускник училища правоведения, начал службу в Сенате, был волынским губернским прокурором и обер-секретарём 4-го департамента Сената, принимал участие в составлении судебных уставов 1864 г. и трудился участковым мировым судьёй. 
Благодаря его знаниям и энергии Санкт-Петербург обязан тем, что мировые учреждения успешно начали в нём действовать. Будучи первым председателем столичного мирового съезда, он сделал его образцовым и составил первый его наказ. Эти его заслуги Санкт-Петербургская Дума публично признала в 1868 г., избрав почётным мировым судьёй. Был юрисконсультом и членом совета министерства финансов и гофмейстером двора великой княгини Елены Павловны.
Хлопотал вместе с братом, А. И. Квистом, о разрешении своему дяде, декабристу И. И. Горбачевскому поселиться после амнистии в Петербурге; в 1863 году разрешение было получено.